# Бычинский, Владимир Николаевич
Владимир Николаевич Бычинский (25 марта 1951, Свержень, Гомельская область — 19 мая 2024) ― художник, педагог, Заслуженный художник Российской Федерации (2006), Заслуженный педагог Красноярского края (2000), член-корреспондент Петровской Академии наук и искусств (2006), член Союза художников России.

## Биография
Родился в 1951 году в деревне Свержень Гомельской области в Белоруссии. В 1964—1970 годах учился в Московской средней художественной школе при институте им. В. И. Сурикова. В 1976 году окончил Московский Государственный художественный институт. В 1982—1984 годах — ассистентура-стажировка в Московском художественном институте.
С 1981 года работал в Красноярском государственном художественном институте (ныне — Сибирский государственный институт искусств имени Дмитрия Хворостовского) преподавателем, с 1991 года — доцент, в 2001 году был избран на должность заведующего кафедрой живописи, с 2005 года — профессор, заведующий кафедрой живописи. Кудревич Елена и Хандрыкин Виктор — ученики профессора Владимира Николаевича Бычинского.
С 1989 года являлся руководителем копийной практики в Государственном Эрмитаже.
Доцент (1991), профессор (2005). Награждён медалями, почётными грамотами, дипломами и благодарственными письмами.
Являлся участником городских, краевых, всероссийских и международных выставок, в 1980—1990 годах был постоянным участником молодёжных заездов дома творчества Союза художников СССР «Сенеж», руководимых секретарём СХ СССР Олегом Николаевичем Лошаковым, международных творческих групп с художниками Румынии, Кубы, Прибалтики, Германии, Венгрии, Чехии, Средней Азии.
Работал в жанре портретной живописи, натюрморта, пейзажа. Сотрудничал с Преображенской епархией, его четыре картины украшают Кафедральный собор Преображения Господня в городе Новосибирске.
Произведения Заслуженного художника России, В. Н. Бычинского находятся в художественных музеях России (Новокузнецкий художественный музей и др.), а также в частных российских и зарубежных коллекциях.
Умер 20 мая 2024 года в возрасте 73 лет.

## Заслуги
- Заслуженный педагог Красноярского края (2000),
- Диплом и памятная медаль «ЮНЕСКО» за вклад в развитие мировой культуры. Афины, Греция (2002),
- Олимпийский комитет России. Благодарность «За выдающийся вклад в развитие международного олимпийского движения и участие в культурной программе России на Олимпиаде-2004. Афины. Греция» (2004),
- Член-корреспондент Петровской Академии наук и искусств (2006),
- Заслуженный художник Российской Федерации (2006),
- Медаль Лауреата Десятой художественной выставки «Сибирь» г. Новосибирска (2008),
- Благодарственное письмо Губернатора Красноярского края А. Г. Хлопонина (2009),
- Медаль «Достойному» (2011),
- Благодарственное письмо Министерство культуры Красноярского края за высокий профессионализм и личный вклад в развитие культуры Красноярского края (2011),
- Почётная грамота Министерства культуры Российской Федерации (2011),
- Почётная грамота Администрации (Красноярск, 2012),
- Диплом Союза художников России за успехи в творчестве и содействие развитию изобразительного искусства (Москва, 2012)Э
- Диплом лауреата Союза художников России, выставка «Сибирь XI», (Омск, 2013),
- Медаль за заслуги в ветеранском движении. Красноярский краевой Совет ветеранов войны, труда вооружённых сил и правоохранительных органов (2016).